# Hakan Yakın
Hakan Yakın (Basel,  22. veljače 1977.) je umirovljeni švicarski nogometaš turskog porijekla.

## Privatno
Brat je Murata Yakına, također bivšeg člana švicarske nogometne reprezentacije.

## Vanjske poveznice
- Homepage Hakan Yakın  Arhivirana inačica izvorne stranice od 31. svibnja 2008. (Wayback Machine) (osobna stranica)